# Manoscritti economico-filosofici del 1844
Manoscritti economico-filosofici del 1844 (in tedesco Ökonomisch-philosophische Manuskripte aus dem Jahre 1844), conosciuti anche come Manoscritti di Parigi, furono scritti tra l'aprile e l'agosto 1844 da Karl Marx, mai stampati in vita di questi e pubblicati per la prima volta nel 1932 da ricercatori sovietici. In realtà c'è stata una prima pubblicazione del terzo quaderno dei Manoscritti, prima nel 1927 e poi nel 1929, ad opera di David Borisovič Rjazanov, l'uomo che aveva rinvenuto i manoscritti nell'archivio della SPD di Germania nel 1923, e che fu direttore dell'Istituto di marxismo-leninismo di Mosca. L'edizione completa dei Manoscritti, in lingua originale ed in versione integrale, è del 1932. L'opera consta di tre manoscritti:
1. Il primo manoscritto tratta dell'economia classica borghese
2. Il secondo tratta della proprietà privata e del comunismo
3. Il terzo tratta della divisione del lavoro e della dialettica e della filosofia di Hegel in generale.

In questi manoscritti (tra le principali opere di riferimento per la filosofia marxista) è contenuta una prima espressione dell'analisi marxiana dell'economia e inoltre è presente anche la seconda critica di Marx alla filosofia di Hegel, dopo quella contenuta in Per la critica della filosofia del diritto di Hegel. Essi coprono un ampio spettro di argomenti: il salario, il profitto, il capitale, la rendita fondiaria, il lavoro alienato, il rapporto della proprietà privata e il lavoro, la proprietà privata e il comunismo, la produzione e la divisione del lavoro, il denaro, la critica della dialettica e della filosofia di Hegel in generale.

## Storia
I Manoscritti furono composti durante l'estate del 1844, quando Marx aveva 25 o 26 anni. Marx a quel tempo risiedeva a Parigi, allora considerata il centro del pensiero socialista. Diversi membri dell'ambiente filosofico a cui allora apparteneva, i Giovani Hegeliani, si erano trasferiti a Parigi l'anno precedente per fondare una rivista, gli Annali franco-tedeschi. Lo stesso Marx si era stabilito in Rue Vaneau 38, sulla rive gauche della città, nell'ottobre del 1843. A Parigi entrò in contatto con gli artigiani rivoluzionari tedeschi e le riunioni segrete delle società proletarie francesi. Fu in questo periodo che Marx fece la conoscenza di Pierre-Joseph Proudhon, Louis Blanc, Heinrich Heine, Georg Herwegh, Mikhail Bakunin, Pierre Leroux e, soprattutto, Friedrich Engels.
I manoscritti si sono evoluti da una proposta che Marx aveva fatto negli Annali di scrivere opuscoli separati che criticassero i vari argomenti della filosofia del diritto di Georg Wilhelm Friedrich Hegel – diritto, morale, politica, ecc. – terminando con un trattato generale che avrebbe mostrato le loro interrelazioni. I taccuini sono un'opera frammentaria, incompleta, che spazia da estratti di libri con commenti, note vagamente collegate e riflessioni su vari argomenti, a una valutazione complessiva della filosofia di Hegel.
Il testo segna la prima comparsa insieme di quelli che Engels descriveva come i tre elementi costitutivi del pensiero di Marx: la filosofia idealista tedesca, il socialismo francese e l'economia inglese. Oltre a Hegel, Marx affronta l'opera di vari scrittori socialisti, e quella dei padri dell'economia politica: François Quesnay, Adam Smith, David Ricardo, Jean-Baptiste Say e James Mill. Anche Die Bewegung der Produktion di Friedrich Wilhelm Schulz è una fonte fondamentale. L'umanesimo di Ludwig Feuerbach è un'influenza che sta alla base di tutti gli appunti di Marx.
Poiché i Manoscritti del 1844 mostrano il pensiero di Marx al momento della sua prima genesi, la loro pubblicazione nel XX secolo influenzò profondamente l'analisi di Marx e del marxismo. Al momento della loro prima pubblicazione, la loro caratteristica più sorprendente era la loro dissomiglianza con la filosofia del materialismo dialettico che era ufficiale all'interno dell'Unione Sovietica e dei Partiti Comunisti Europei. I Manoscritti offrono un'analisi tagliente di Hegel che è molto più difficile e complessa della "dialettica della natura" che Georgij Plechanov e il suo discepolo Lenin avevano tratto dall'Anti-Dühring di Engels.

## Storia della pubblicazione
I Manoscritti furono pubblicati per la prima volta a Mosca nel 1932, come parte dell'edizione Marx-Engels-Gesamtausgabe. Sono stati curati da David Rjazanov sotto il quale György Lukács ha lavorato per decifrarli. Lukács affermerà in seguito che questa esperienza trasformò definitivamente la sua interpretazione del marxismo. Al momento della pubblicazione, la loro importanza fu riconosciuta da Herbert Marcuse e Henri Lefebvre: Marcuse affermò che i Manoscritti dimostravano i fondamenti filosofici del marxismo, ponendo "l'intera teoria del 'socialismo scientifico' su un nuovo piano"; Lefebvre, con Norbert Guterman, fu il primo a tradurre i manoscritti in una lingua straniera, pubblicando un'edizione francese nel 1933. Il Materialismo dialettico di Lefebvre, scritto nel 1934-1935, proponeva una ricostruzione dell'intera opera di Marx alla luce dei Manoscritti. Nonostante questo intenso interesse, le copie dei volumi pubblicati dei Manoscritti divennero successivamente difficili da individuare, poiché il progetto Marx-Engels-Gesamtausgabe fu di fatto cancellato poco dopo.
Il testo ebbe una maggiore diffusione dopo la seconda guerra mondiale, con edizioni soddisfacenti apparse solo in inglesenel 1956, e in francese nel 1962. In questo periodo Galvano Della Volpe fu il primo a tradurre e discutere i Manoscritti in italiano, proponendo un'interpretazione molto diversa da quella di Lukács, Marcuse e Lefebvre e che ispirò la propria scuola di pensiero. Molti scrittori cattolici, in particolare quelli francesi, si interessarono ai manoscritti in questo periodo. Anche il marxismo esistenziale di Maurice Merleau-Ponty e Jean-Paul Sartre attingeva molto dai Manoscritti. Negli Stati Uniti, i Manoscritti furono accolti con entusiasmo tra la fine degli anni '50 e l'inizio degli anni 60 dalla corrente intellettuale successivamente nota come New Left, con un volume contenente un'introduzione di Erich Fromm pubblicato nel 1961.
Poiché la terminologia dell'alienazione non appare in modo prominente nell'opus magnum Il Capitale di Marx, la pubblicazione dei Manoscritti suscitò un grande dibattito riguardo al rapporto tra il "Giovane Marx" e il "Maturo Marx". I Manoscritti erano il riferimento più importante per l'"umanesimo marxista", che vedeva continuità tra il loro umanesimo filosofico hegeliano e la teoria economica del successivo Marx. Al contrario, l'Unione Sovietica ignorò ampiamente i manoscritti, credendo che appartenessero ai "primi scritti" di Marx, che esponevano una linea di pensiero che non lo aveva portato da nessuna parte. Il marxismo strutturale di Louis Althusser ereditò il duro verdetto dell'Unione Sovietica sui primi scritti di Marx. Althusser credeva che ci fosse una "rottura" nello sviluppo di Marx – una rottura che divide il pensiero di Marx in un periodo "ideologico" prima del 1845, e un periodo scientifico dopo. Altri che attribuivano una rottura a Marx idealizzarono i Manoscritti e credevano che il giovane Marx fosse il vero Marx. L'economista marxista Ernest Mandel distingue tre diverse scuole di pensiero rispetto a questa controversia:
(2) The position of those who believe that, compared to the Marx of Capital, the Marx of the Manuscripts exposes the problem of alienated labor in a more "total" and "integral" way, above all by giving an ethical, anthropological reading and also the philosophical dimension of the idea; they either contrast the two Marxes or "re-evaluate" Capital in the light of the Manuscripts.
(2) La posizione di chi ritiene che, rispetto al Marx del Capitale, il Marx dei Manoscritti esponga in modo più “totale” e “integrale” il problema del lavoro alienato, soprattutto dando una lettura etica, antropologica e anche la dimensione filosofica dell'idea; costoro o contrastano i due Marx oppure "rivalutano" il Capitale alla luce dei Manoscritti.
(Ernest Mandel, "La formazione del pensiero economico di Karl Marx")

## Influenza
L'opera costituisce il primo approccio con l'economia classica di Adam Smith e David Ricardo, che viene trattata e criticata da Marx. L'impostazione è però di carattere economico-filosofico: proprio l'aspetto filosofico è quello più preponderante. I "Manoscritti di Parigi" sono principalmente conosciuti per il concetto di Alienazione (Entfremdung), che si basa sulle analisi compiute da Ludwig Feuerbach  nell'"Essenza del cristianesimo" (1841). In questo senso è molto importante l'iniziale affermazione di Marx che le condizioni delle moderne società industriali risultano nell'alienazione dei salariati dalla propria vita.

### Marxismo e idealismo tedesco

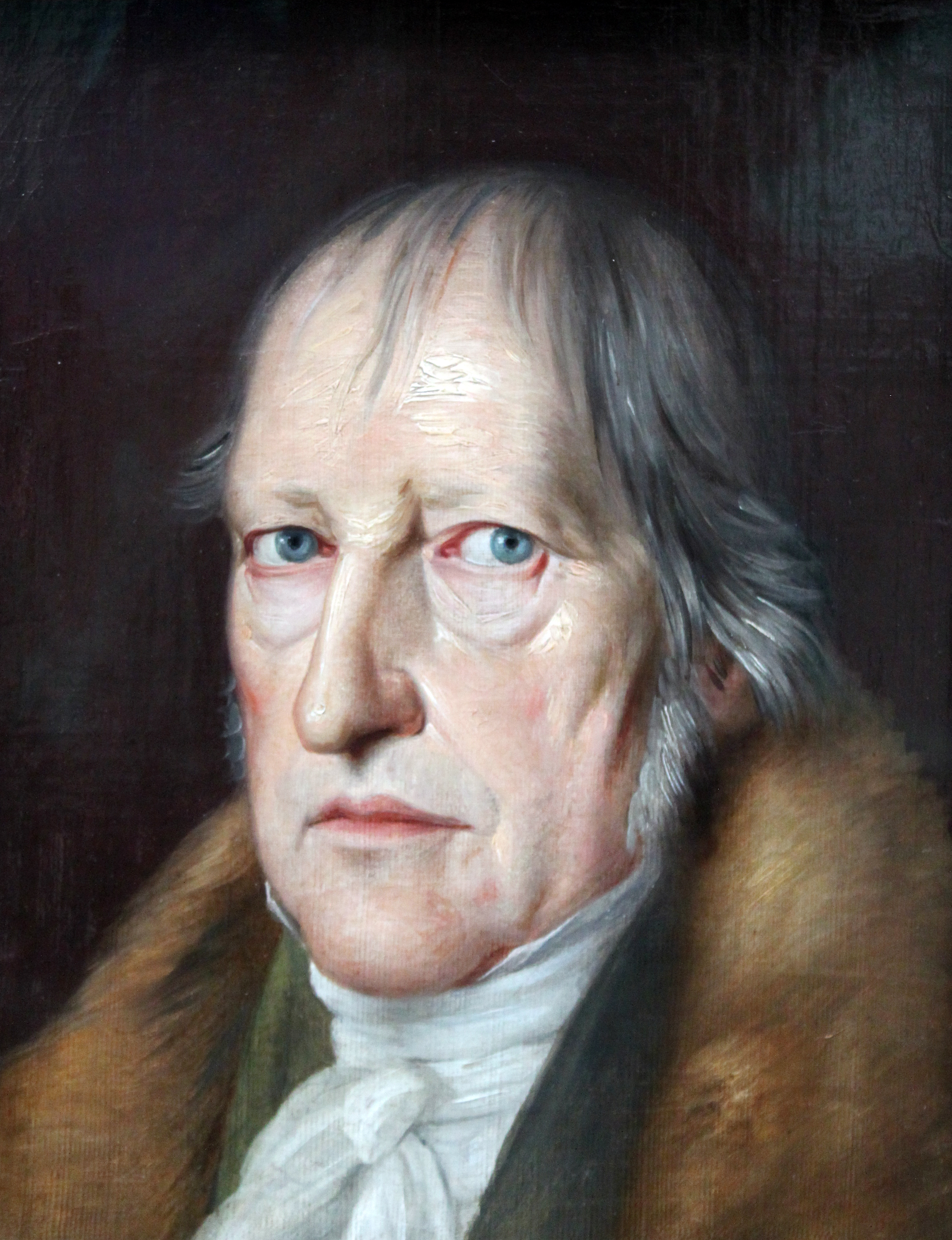
Georg Wilhelm Friedrich Hegel

Poiché i Manoscritti mostrano il pensiero di Marx all'epoca della sua genesi iniziale, la loro pubblicazione ha avuto un profondo impatto sui più recenti studi sul marxismo, in particolare riguardo alla relazione tra marxismo e idealismo tedesco. In quest'opera è presente infatti un'analitica trattazione della dialettica di Hegel.
Dopo avere criticato, piuttosto aspramente, nel 1843 la filosofia hegeliana del diritto pubblico nell'opera "Per la critica della filosofia del diritto di Hegel"(ritrovata negli archivi sovietici nel 1927), in questa seconda critica del pensiero hegeliano, Marx si dimostra più attento alle tematiche hegeliane. In primo luogo egli tratta la dialettica partendo da "Fenomenologia dello spirito" (1807), considerata come l'opera filosofica più importante, in quanto esprime la visione del mondo di cui è portatrice la classe borghese. Marx sottolinea l'importanza della "figura storica" della "Dialettica signore-servo", mettendo in luce il concetto di "alienazione" come estraneazione. Hegel aveva parlato di alienazione – prima di Feuerbach – intendendola come "oggettivizzazione", che sta alla base del processo dialettico culminante nel "Sapere Assoluto". Peraltro in Hegel l'alienazione (che assume significato positivo) era distinta dall'estraneazione, che si ha quando paradossalmente lo spirito non si aliena. Al di là di queste importanti distinzioni non presenti né in Feuerbach, né in Marx – in cui l'alienazione ha il significato negativo di estraneazione – il contributo hegeliano è notevole: Hegel, per Marx, aveva colto il carattere storico del lavoro, lo spirito è infatti autoproduzione (tramite la perdita e la riappropriazione) di se stesso, così come l'uomo è il risultato del proprio lavoro. Il difetto di Hegel è stato però quello di limitare questo processo al pensiero: all'autocoscienza. In proposito Marx afferma:
(Karl Marx, "Manoscritti economico-filosofici del 1844")
Marx spiega che la Fenomenologia è perciò la critica nascosta, non ancora chiara a se stessa e mistificatrice: ma nella misura in cui essa tiene ferma l'estraneazione dell'uomo – anche se l'uomo vi appare soltanto nella forma dello spirito – tutti gli elementi della critica si trovano in essa nascosti e spesso già preparati ed elaborati in un modo che va assai al di là del punto di vista di Hegel.
Marx poi tratta analiticamente anche le tematiche presenti nella "Enciclopedia delle scienze filosofiche in compendio" (1817): egli trova positivo il riconoscimento hegeliano della natura, che dimostrerebbe come Hegel alla fine della logica avesse avvertito la mancanza della "cosalità", che solo la natura e una filosofia della natura avrebbero potuto colmare. Nonostante questo aspetto positivo, Marx critica Hegel per il fatto che, in ultima istanza, la natura, trattata nella Filosofia della natura, serve soltanto per pervenire allo spirito ed in particolare allo spirito assoluto, cioè Dio. Il risultato è, agli occhi di Marx, una filosofia mistica e astratta. La dialettica di Hegel è però importante, non tanto per i contenuti trattati (anche se alcuni possono essere riutilizzati se spogliati dell'alone misticheggiante), ma come metodo: il metodo dialettico triadico è infatti altamente scientifico se lo si usa per risolvere le contraddizioni economiche (che sono pertanto economico-filosofiche). Questa concezione del giovane Marx, relativa alla dialettica hegeliana (intesa come metodo) rimarrà sostanzialmente immutata anche nella sua speculazione matura e la si può ritrovare nel poscritto alla seconda edizione del 1873 del suo capolavoro, "Il Capitale" (1867), in cui paga tributo al "maestro" Hegel, dichiarandosi suo allievo, anche se in ultima istanza potrebbe definirsi un allievo infedele:
(Karl Marx, "Il Capitale – v.2")

### La teoria dell'alienazione

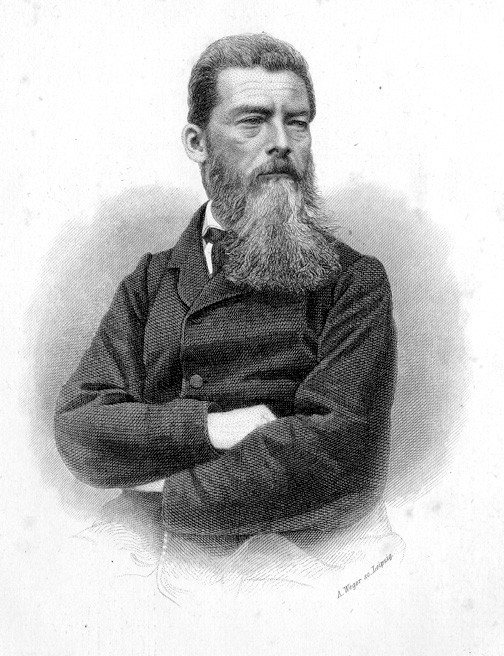
Ludwig Feuerbach

Nel primo manoscritto, Marx espone la sua teoria dell'alienazione, che adatta dal testo di Feuerbach "Essenza del cristianesimo" (1841). Di Feuerbach Marx dice:
(Karl Marx, "Manoscritti economico-filosofici del 1844")
Marx poi spiega come, nel capitalismo, l'uomo debba al lavoro per prima cosa la possibilità di esistere come lavoratore e, per seconda, di esistere come soggetto fisico. Quindi è solo la sua qualità di lavoratore che gli permette di conservarsi come soggetto fisico, ma è solo come soggetto fisico che può essere lavoratore. In altre parole il lavoratore dipende dal lavoro per avere il denaro necessario a vivere, ma egli non vive, in effetti solo sopravvive, come lavoratore. Il lavoro è usato solo per creare più ricchezza anziché ottenere l'appagamento e la soddisfazione dei propri desideri. Marx dimostra come l'alienazione non sia un concetto astratto come in Hegel, a cui in ogni modo spetta il merito di averlo introdotto nella "Fenomenologia dello Spirito" (1807), ma un concetto derivato dai bisogni economici dell'uomo. Hegel distingue alienazione da "estraneazione": peraltro l'alienazione, pur essendo un travaglio del negativo, assume in Hegel sostanzialmente un significato positivo, in quanto significa oggettivizzazione. L'estraneazione invece è il modo attraverso cui lo spirito finito reagisce al processo dello spirito assoluto paradossalmente non alienandosi, e ha significato negativo. Spetta invece a Feuerbach, con il suo concetto di alienazione come "proiezione" (presente nell'"Essenza del cristianesimo" del 1841), l'avere conferito all'alienazione medesima un significato negativo, anche se ristretto all'ambito religioso. In Marx, che identifica l'alienazione con l'estraneazione, l'alienazione ha un'origine economica: sono i modi di produzione capitalistici propri della borghesia, che sfrutta il proletariato, che generano l'alienazione, di cui quella religiosa è solo un aspetto.
L'opera è di fondamentale importanza, perché offre anche una concezione originale della natura; infatti quando all'uomo viene sottratto con l'alienazione l'oggetto del lavoro, anche la natura gli viene sottratta. La natura da "corpo inorganico dell'uomo" amica benigna quando soddisfaceva i bisogni sociali dell'uomo, diviene mezzo di produzione subordinato al bisogno individuale.
Anzitutto, l'operaio è alienato rispetto al prodotto del suo lavoro in quanto ente estraneo, potenza indipendente dal producente, oggettivazione del lavoro che, non appena posta in essere, è sottratta all'operaio e resa disponibile alla proprietà capitalista. L'operaio produce merci, ma tali merci appartengono al datore di lavoro, generando così una scissione tra il lavoro umano e il prodotto stesso del lavoro.
In secondo luogo, l'operaio è alienato rispetto all'atto stesso della produzione. Il lavoro nel sistema della fabbrica capitalista è infatti lavoro ripetitivo, costrittivo, organizzato secondo modalità e tempi dettati dalle esigenze della produzione, condizioni che sovrastano e trascendono l'operaio riducendolo a mezzo tra i mezzi, cosa tra le cose, semplice ingranaggio di un processo i cui contorni e scopi sfuggono al suo sguardo parcellizzato. Lungi dall'essere la soddisfazione di un bisogno, il lavoro alienato diviene soltanto un mezzo per la soddisfazione dei bisogni esterni a esso. L'operaio si sente quindi con se stesso soltanto fuori del lavoro, e fuori di sé nel lavoro.  A casa sua è quando egli non lavora e quando lavora non lo è.
In terzo luogo, l'operaio è alienato rispetto alla sua Gattungswesen o essenza in quanto genere. A differenza degli altri animali, che modificano in minima parte l'ambiente circostante per soddisfare i propri bisogni, l'uomo produce e riproduce la propria vita sociale attraverso il lavoro, oggettivando se stesso nei prodotti del suo fare. Il sistema capitalista, espropriando l'operaio del prodotto e dell'atto stesso di produrre, aliena pertanto i lavoratori anche rispetto alla loro essenza specifica, trasformando il lavoro da luogo della realizzazione oggettivata in luogo dell'alienazione, perdita e smarrimento di sé.
Infine, l'operaio è alienato rispetto ai propri simili, in quanto la società capitalista, come aveva già intuito Hegel, è il regno del conflitto, della competizione, di una lotta che oppone borghesia e classe operaia, spezzando l'umana catena della solidarietà in nome di un'atomizzazione sociale, una rivisitazione moderna dell'hobbesiano bellum omnium contra omnes.
L'opera offre anche una prima definizione del Comunismo da parte di Marx. Il comunismo è considerato "la vera risoluzione dell'antagonismo fra esistenza ed essenza, tra oggettivazione e autoaffermazione, tra libertà e necessità, tra l'individuo e la specie".

## Contenuto

### Uomo come merce
Il capitale è l'operaio svuotato della sua sostanza umana. La particolarità di questo capitale umano è che è vivo: se non funziona, non è più utile nell'ambito della produzione. Così l'operaio produce capitale, il capitale lo produce; perciò si produce come lavoratore e come merce. Marx aggiunge che l'operaio ha la sfortuna di essere un capitale vivo, che quindi ha dei bisogni, e che, in ogni momento in cui non lavora, perde i suoi interessi e quindi la sua esistenza.
Il lavoro dell'uomo è una fonte di ricchezza, ma non la sua. Il lavoro è secondario nella produzione, nel senso che ciò che conta è la somma degli interessi, il totale dei profitti. L'operaio diventa il mercenario di un maestro dell'industria.
Il processo produttivo porta all'alienazione per il lavoratore. Il lavoro stesso, non solo nelle condizioni attuali, ma in generale nella misura in cui il suo scopo è il mero aumento della ricchezza, è dannoso e fatale. Paradossalmente, più l'operaio produce ricchezza, più diventa povero e si deprezza: producendo, l'uomo produce l'operaio come merce, il che porta ad un inaridimento dell'essere umano. L'alienazione dell'uomo che produce è commisurata a ciò che produce, che impoverisce il suo essere e il suo rapporto con gli altri. Questo movimento è simile, secondo Marx, al rapporto con Dio: “Più cose l'uomo mette in Dio, meno conserva in sé”.

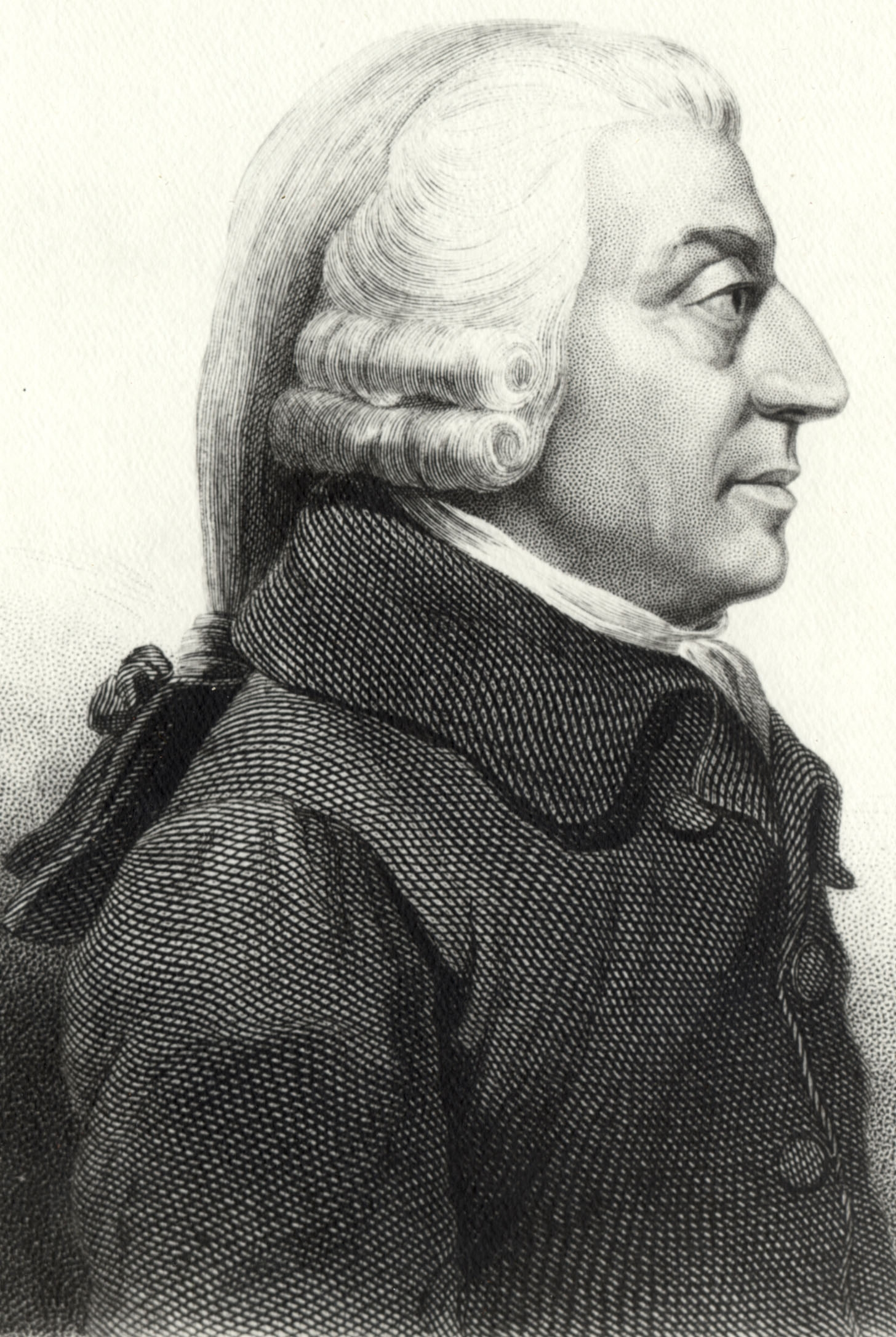
Adam Smith

### Capitale
Il capitale, in quanto lavoro accumulato, è il potere di governare il lavoro e i suoi prodotti. Il capitalista è colui che possiede il capitale e lo governa. Il fatto che detenga il capitale non è legato alle sue qualità personali o umane, ma al semplice fatto che è lui a detenerlo.
Marx distingue il capitale costante dal capitale variabile. Qui assume la divisione di Smith. Il capitale variabile viene distrutto durante la produzione del bene materiale.

### Accumulazione del capitale
L'economista affronta la questione dell'accumulazione del capitale. Permette l'arricchimento della società, cioè la crescita. L'accumulazione del capitale è possibile se si accumula molto lavoro, perché il capitale è lavoro accumulato. Marx riprende qui Smith, il quale scrive che il capitale è "una certa quantità di lavoro raccolta e immagazzinata". L'accumulazione è accentuata dalla divisione del lavoro, per cui l'operaio dipende sempre più puramente dal lavoro.

### Demografia economica
Marx sviluppa un primo pensiero demografico. Affronta la questione demografica partendo dalle nozioni di economia politica riprendendo la frase di Adam Smith: «La domanda di uomini regola necessariamente la produzione degli uomini come ogni altra merce». Il mercato del lavoro regolerebbe la natalità e lo stipendio. Così, quando c'è disoccupazione (un'eccedenza di lavoratori rispetto alla domanda di lavoro da parte delle imprese), il prezzo del lavoro (lavoro salariato) sarà pagato al di sotto del prezzo.
L'autore sostiene che l'unico caso favorevole al lavoratore è quello in cui la crescita consente alla domanda di lavoratori di superare l'offerta di lavoro, perché è qui che entra in gioco la concorrenza tra i capitalisti. Diversi meccanismi, tuttavia, attenuano l'effetto positivo per i lavoratori, il primo è l'aumento dell'orario di lavoro per avidità, che ha l'effetto di ridurre il tempo che devono vivere.

### Condizioni di vita
Il filosofo si sofferma sulle differenze fondamentali nell'esistenza guidata da lavoratori e capitalisti. Marx scrive che dove l'operaio e il capitalista soffrono allo stesso modo, l'operaio soffre nella sua esistenza, il capitalista nel profitto del suo vitello d'oro inerte. Il lavoratore, infatti, «non solo deve lottare per i propri mezzi fisici di sussistenza, deve lottare anche per guadagnarsi il lavoro».
Anche una situazione di crescita economica non è favorevole al lavoratore, che vedrà stagnare o calare il suo tenore di vita. La divisione del lavoro, perché esaspera la concorrenza tra i lavoratori e con le macchine. Quando i grandi capitalisti rovinano i piccoli, questi vecchi capitalisti «cadono nella classe degli operai che, a causa di questo contributo, subiscono in parte una nuova compressione dei salari».
Non appena si postula che una società non può dirsi felice quando la maggioranza dei suoi membri soffre, e che la crescita porta miseria, e che la crescita è consentita dall'economia politica, allora la disgrazia della società è l'obiettivo dell'economia politica.

### Salario e sussistenza
L'economia politica e il pensiero borghese vedono nei bisogni dell'operaio solo ciò che è necessario al suo mantenimento affinché la classe operaia non si estingua. Questo è il salario di sussistenza, che è «il minimo e l'unico necessario […] per poter mantenere una famiglia e perché la razza dei lavoratori non si estingua». Marx cita poi Adam Smith, che parla di questo stipendio come «il più basso compatibile con la semplice umanità», cioè con un'esistenza da bestia. Il salario è come l'olio che tiene in ordine gli ingranaggi; fa parte del necessario costo del capitale.
Il salario è sempre determinato dalla lotta aperta tra capitalista e lavoratore (lotta di classe), perché gli interessi delle due classi sono antagonisti nella distribuzione della ricchezza. Tuttavia, anche quando il capitalista realizza profitti, il lavoratore può perdere. Marx conclude che l'operaio non vince necessariamente quando vince il capitalista, ma perde necessariamente con lui. Ciò è peraltro e in parte dovuto al fatto che i prezzi del lavoro sono molto più costanti dei prezzi dei mezzi di sussistenza, cioè che quando c'è inflazione il salario, fisso, si riduce automaticamente.

### Lavoro alienato
Il primo manoscritto di Marx consiste in gran parte di estratti o parafrasi delle opere degli economisti classici, come Adam Smith, che Marx stava leggendo al momento della composizione dei Manoscritti. Marx qui muove una serie di critiche all'economia politica classica. Marx sostiene che i concetti economici non si occupano dell'uomo in quanto essere umano, ma come si farebbe con una casa, una merce, riducendo la maggior parte dell'umanità a lavoro astratto. Marx segue la definizione di capitale di Smith come potere di comando sul lavoro e sui suoi prodotti. Non è d'accordo con la distinzione di Smith tra un proprietario terriero e un capitalista, sostenendo che il carattere della proprietà fondiaria è stato trasformato dai tempi feudali in modo che la società sia ora (sempre più) divisa in due sole classi: lavoratori e capitalisti. Critica inoltre la concezione del lavoro che si trova negli economisti classici sulla base del fatto che le loro concezioni sono superficiali e astratte. Marx sostiene che gli economisti classici iniziano con uno stato primordiale immaginario che prende concetti come proprietà privata, scambio e concorrenza come fatti, senza vedere la necessità di spiegarli. Marx crede di aver offerto un resoconto più coerente che affronta la connessione e la storia di questi fattori.
Marx spiega come il capitalismo alieni l'uomo dalla sua natura umana. La caratteristica fondamentale dell'uomo è il suo lavoro, o il suo commercio con la natura. Nelle società precedenti le persone potevano fare affidamento in parte sulla natura stessa per soddisfare i "bisogni naturali". Nella società moderna, dove la proprietà terriera è soggetta alle leggi di un'economia di mercato, è solo attraverso il denaro che si può sopravvivere. Il lavoro di un operaio e il suo prodotto gli sono diventati estranei. Le sue forze produttive sono una merce da comprare e vendere come qualsiasi altra, al prezzo di mercato determinato dal minimo costo di mantenimento. L'operaio non fatica per soddisfare il suo bisogno di lavorare, ma solo per sopravvivere:
(Karl Marx, "Manoscritti economico-filosofici del 1844")
Mentre il suo lavoro produce ricchezza per la classe capitalista, l'operaio stesso è ridotto al livello di un animale. Se la ricchezza della società diminuisce, è il lavoratore che soffre di più; se aumenta, allora il capitale aumenta e il prodotto del lavoro è sempre più alienato dal lavoratore.
Il moderno processo produttivo non promuove lo sviluppo e il dispiegamento delle capacità umane essenziali. Gli individui umani quindi sperimentano la loro vita come priva di significato o realizzazione; si sentono "estranei" o non si sentono a casa nel mondo sociale moderno. Marx sostiene che il lavoratore è alienato in quattro modi:
1. Dal prodotto che produce
2. Dall'atto con cui produce questo prodotto
3. Dalla sua natura e da se stesso
4. Da altri esseri umani

Il rapporto del lavoratore con gli oggetti della sua produzione è la prima causa del suo impoverimento e della sua disumanizzazione. L'oggetto prodotto dal lavoro di un operaio si erge come una cosa estranea, una potenza indipendente dal suo produttore. Quanto più l'operaio produce, tanto più si avvicina alla perdita del lavoro e alla fame. L'uomo non è più l'iniziatore nel suo scambio con il mondo fuori di sé; ha perso il controllo della propria evoluzione. Marx traccia un'analogia con la religione: nella religione, Dio è il soggetto del processo storico e l'uomo è in uno stato di dipendenza. Quanto più l'uomo attribuisce a Dio, tanto meno conserva in sé. Allo stesso modo, quando un lavoratore esternalizza la sua vita in un oggetto, la sua vita appartiene all'oggetto e non a se stesso. L'oggetto lo affronta come ostile e alieno. La sua natura diventa l'attributo di un'altra persona o cosa.
L'atto di produzione dell'oggetto è la seconda dimensione dell'alienazione. È lavoro forzato e non volontario. Il lavoro è esterno al lavoratore e non fa parte della sua natura. L'attività dell'operaio appartiene ad un altro, causando la perdita di se stesso. Il lavoratore è a suo agio solo nelle sue funzioni animali di mangiare, bere e procreare. Nelle sue funzioni spiccatamente umane, è fatto sentire come un animale.
La terza dimensione dell'alienazione discussa da Marx è l'alienazione dell'uomo dalla sua specie. Marx usa qui la terminologia feuerbachiana per descrivere l'uomo come un "essere-specie". L'uomo è una creatura autocosciente che può appropriarsi a proprio uso dell'intero regno della natura inorganica. Mentre gli altri animali producono, essi producono solo ciò che è immediatamente necessario. L'uomo, invece, produce universalmente e liberamente. Egli è in grado di produrre secondo lo standard di qualsiasi specie e sa sempre applicare uno standard intrinseco all'oggetto. L'uomo crea dunque secondo le leggi della bellezza. Questa trasformazione della natura inorganica è ciò che Marx chiama "l'attività vitale" dell'uomo, ed è l'essenza dell'uomo. L'uomo ha perso il suo essere-specie perché la sua attività vitale è stata trasformata in un mero mezzo di esistenza.
La quarta e ultima dimensione dell'alienazione è tratta dalle altre tre dimensioni dell'alienazione: Marx crede che l'uomosia alienato dagli altri umani. Marx ha sostenuto che il prodotto del lavoro di un lavoratore è estraneo e appartiene a qualcun altro. L'attività produttiva dell'operaio è un tormento per l'operaio; deve quindi essere il piacere di un altro. Marxchiede chi è quest'altra persona? Poiché il prodotto del lavoro dell'uomo non appartiene né alla natura né agli dei, questi due fatti indicano che è un altro uomo che ha il controllo del prodotto e dell'attività di un uomo.
Dalla sua analisi dell'alienazione, Marx trae la conclusione che la proprietà privata è il prodotto del lavoro esternalizzato, e non il contrario. È il rapporto dell'operaio con il suo lavoro che produce il rapporto del capitalista con il lavoro. Marxtenta di far emergere da ciò che il lavoro sociale è a sua volta la fonte di ogni valore e quindi della distribuzione della ricchezza. Sostiene che mentre gli economisti classici trattano il lavoro come base della produzione, non danno nulla al lavoro e tutto alla proprietà privata. Per Marx, salario e proprietà privata sono identici, poiché sono entrambi conseguenze dell'alienazione del lavoro. Un aumento dei salari non restituisce al lavoro il suo senso e significato umano. L'emancipazione degli operai sarà il compimento dell'emancipazione umana universale, perché tutta la servitù umana è coinvolta nel rapporto dell'operaio con la produzione.

### Forza del mercato
Marx studia da vicino le forze di mercato all'opera in un sistema economico. Come Smith, osserva che la concorrenza consente di abbassare i prezzi e che le situazioni monopolistiche consentono ai capitalisti di aumentare i prezzi. Pertanto, l'interesse dei capitalisti si oppone alla società.
Il pensatore vede anche un'irriducibile contrapposizione tra grande capitale e piccolo capitale: poiché «il profitto del capitale è proporzionale alla sua dimensione», «l'accumulazione del grande capitale è molto più rapida di quella del piccolo»; “Il piccolo capitalista è il primo a soffrire” di questa situazione, perché sopporta il peso della concorrenza del grande capitale. Quest'ultimo, infatti, «acquista sempre a meno del piccolo, poiché acquista in quantità maggiori»: beneficia di economie di scala.

### Argento
Il lavoratore non è il destino della sua individualità. Il denaro è il tramite tra bisogno e oggetto, tra la vita e i mezzi di sussistenza dell'uomo. Ma ciò che serve come mediatore per la vita serve anche come mediatore per l'esistenza degli altri. Ciò che posso pagare diventa mio possesso.

### Diritto e proprietà

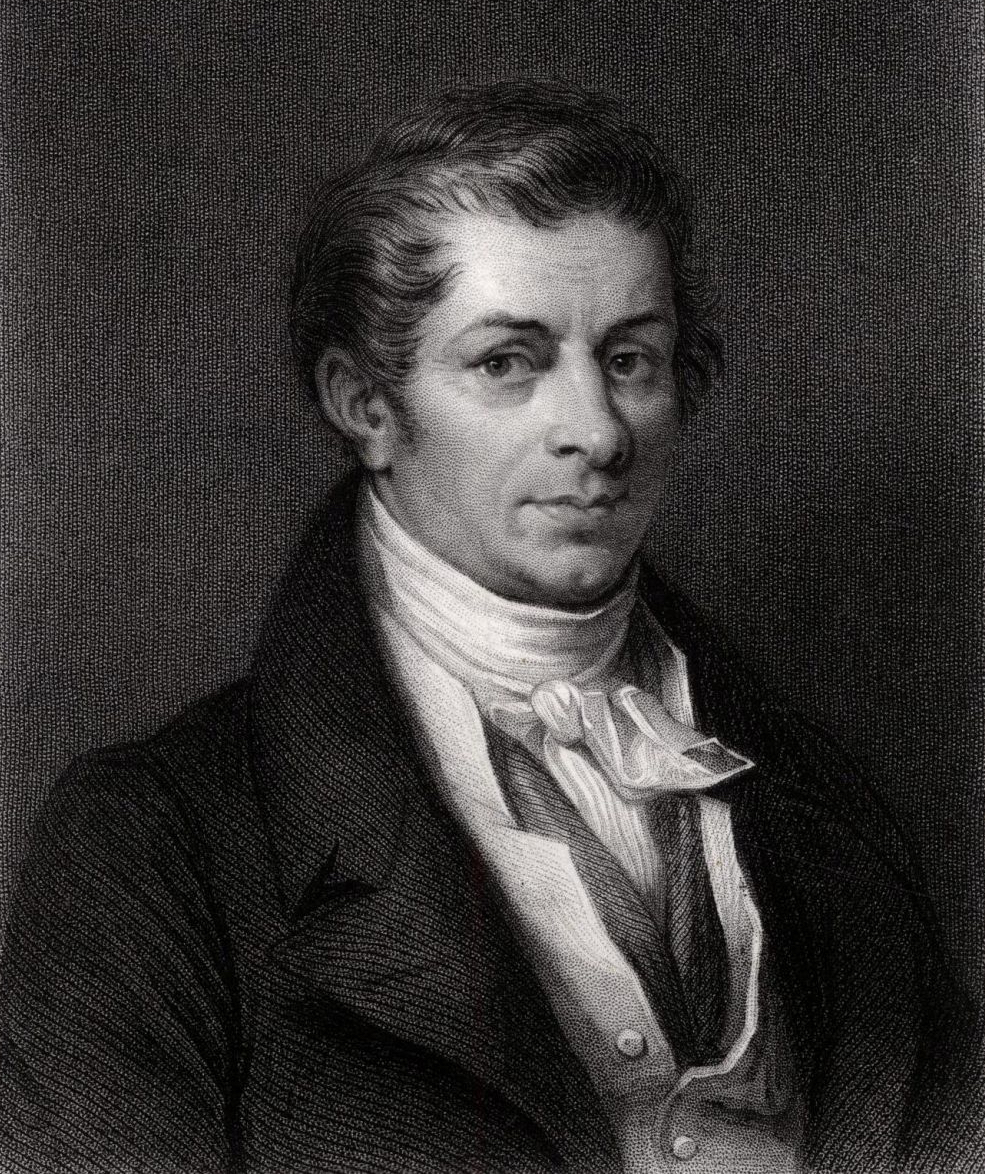
Jean-Baptiste Say

Marx cita ampiamente Jean-Baptiste Say per dire che il capitale, cioè la proprietà privata dei prodotti del lavoro altrui", anche se non fosse basato su alcuna spoliazione, avrebbe comunque bisogno del concorso legislativo per consacrare eredità. Il capitale, acquisito per eredità o con altro mezzo, è protetto dalla legge.

### Bisogni, produzione, divisione del lavoro e denaro
Nelle parti conclusive dei Manoscritti, Marx riflette sulla moralità della proprietà privata e sul significato del denaro. Questa discussione è all'interno dello stesso quadro della prima sezione su salario, rendita e profitto. Marx afferma che la proprietà privata crea artificialmente dei bisogni per portare gli uomini alla dipendenza. Poiché gli uomini ei loro bisogni sono alla merce del mercato, la povertà aumenta e le condizioni di vita degli uomini diventano peggiori di quelle degli animali. In linea con ciò, l'economia politica predica l'ascetismo totale e riduce i bisogni del lavoratore alle misere necessità della vita. L'economia politica ha le sue leggi private, poiché l'alienazione separa le attività in sfere diverse, spesso con norme diverse e contraddittorie. Marx afferma che gli economisti classici desiderano limitare la popolazione e considerano anche le persone un lusso. Poi ritorna sul tema del comunismo. Afferma che la situazione in Inghilterrafornisce una base più sicura per la trascendenza dell'alienazione rispetto a quella in Germania o in Francia: la forma di alienazione in Inghilterra si basa sul bisogno pratico, mentre il comunismo tedesco si basa su un tentativo di stabilire un'autocoscienza universale e l'uguaglianza del comunismo francese ha solo un fondamento politico.
Marx ritorna sugli effetti disumanizzanti del capitale nella seconda metà di questa sezione. Discute il tasso di interesse in calo e l'abolizione della rendita fondiaria, nonché la questione della divisione del lavoro. Nella prossima sezione sul denaro, Marx cita Shakespeare e Goethe per sostenere che il denaro è la rovina della società. Poiché il denaro poteva comprare qualsiasi cosa, poteva rimediare a tutte le carenze. Marx crede che in una società in cui tutto avrebbe un valoredefinito, umano, solo l'amore potrebbe essere scambiato con amore, ecc.

### Economia politica
I Manoscritti sono scritti incriminanti contro l'economia politica, nome dato alla forma primitiva dell'economia nel XIX secolo. Nel capitolo sul "Lavoro alienato", Marx si dedica a una critica radicale di questa disciplina sulla base del suo deficit esplicativo. Infatti, l'economia parte dal fatto della proprietà privata. Rifiuta l'esistenza di leggi in economia.
L'effetto più dannoso dell'economia politica del tempo di Marx è, secondo lui, che nasconde l'alienazione nell'essenza del lavoro per il fatto che non considera il rapporto diretto tra l'operaio (lavoro) e la produzione.
Marx invita quindi a non fare come l'economista che, quando vuole spiegare qualcosa, si pone in uno stato originario fabbricato da zero.

### Proprietà privata
La proprietà privata è l'espressione positiva di un furto. La proprietà privata abolisce progressivamente ciò che prima apparteneva a tutti. È l'espressione concreta della vita umana alienata, e l'espressione sensibile della sua alienazione.
Il comunismo promuove così il superamento positivo della proprietà privata, che è appropriazione della vita umana significa il superamento positivo di ogni alienazione, di conseguenza l'abbandono da parte dell'uomo della religione, della famiglia, dello Stato, ecc., e il suo ritorno alla sua esistenza sociale.

### Comunismo
Marx discute la sua concezione del comunismo nel suo terzo manoscritto. Per Marx, il comunismo è «l'espressione positiva dell'abolizione della proprietà privata dei mezzi di produzione». Marx afferma qui che i precedenti scrittori socialisti avevano offerto solo intuizioni parziali e insoddisfacenti sul superamento dell'alienazione. Cita Proudhon, che sosteneva l'abolizione del capitale, Fourier, che sosteneva il ritorno al lavoro agricolo e Saint-Simon, che sosteneva la corretta organizzazione del lavoro industriale. Marx discute due forme di comunismo che ritiene inadeguate. Il primo è il "comunismo grezzo" – l'universalizzazione della proprietà privata. Questa forma di comunismo «nega la personalità dell'uomo in ogni ambito», in quanto non abolisce la categoria del lavoratore, ma la estende a tutti gli uomini. È una «negazione astratta dell'intero mondo della cultura e della civiltà». Qui l'unica comunità è una comunità di lavoro(alienato) e l'unica uguaglianza è quella dei salari pagati dalla comunità in quanto capitalista universale. La seconda forma di comunismo che Marx vede come incompleta è di due tipi: "(a) ancora di natura politica, democratica o dispotica; (b) con l'abolizione dello stato, ma ancora essenzialmente incompleta e influenzata dalla proprietà privata, cioè dall'alienazione dell'uomo." David McLellan porta Marx a riferirsi qui al comunismo utopico di Étienne Cabet come democratico, al comunismo dispotico come alla dittatura del proletariato sostenuto dai seguaci di Gracchus Babeuf, e all'abolizione del stato per essere il comunismo di Théodore Dézamy.
Dopo aver discusso la natura del "comunismo grezzo", Marx descrive la sua idea di comunismo:
(Karl Marx, "Manoscritti economico-filosofici del 1844")
Marx discute in profondità tre aspetti della sua concezione del comunismo: le sue basi storiche, il suo carattere sociale e il suo rispetto per l'individuo.
Marx traccia in primo luogo una distinzione tra il proprio comunismo e altre forme di comunismo "sottosviluppate". Cita il comunismo di Cabet e Francois Villegardelle come esempi di comunismo che si giustificano appellandosi a forme storiche di comunità che si opponevano alla proprietà privata. Laddove questo comunismo fa appello ad aspetti o epoche isolate della storia passata, il comunismo di Marx, invece, si fonda su «l'intero movimento della storia»; trova «sia la sua base empirica sia quella teorica nel movimento delle proprietà, o per essere più esatti, dell'economia». L'alienazione più fondamentale della vita umana si esprime nell'esistenza della proprietà privata, e questa alienazione si verifica nella vita reale dell'uomo: la sfera economica. L'alienazione religiosa avviene solo nella coscienza dell'uomo. Il superamento della proprietà privata dei mezzi di produzione sarà così il superamento di tutte le altre alienazioni: religione, famiglia, Stato, ecc.
Marx afferma in secondo luogo che il rapporto dell'uomo con se stesso, con gli altri uomini e con ciò che produce in una situazione non alienata mostra che è il carattere sociale del lavoro che è fondamentale. Marx ritiene che esista un rapporto di reciprocità tra l'uomo e la società: la società produce l'uomo ed è da lui prodotta. Come c'è un rapporto di reciprocità tra l'uomo e la società, così c'è tra l'uomo e la natura: «la società è dunque l'unità perfetta nell'essenza dell'uomo con la natura, la vera resurrezione della natura, il naturalismo realizzato dell'uomo e l'umanesimo realizzato dell'uomo natura». Le capacità essenziali dell'uomo si producono nei rapporti sociali: quando lavora in isolamento, compie un atto sociale in virtù del suo essere umano; anche il pensiero, che usa il linguaggio, è un'attività sociale.
Questa enfasi sugli aspetti sociali dell'essere dell'uomo non distrugge l'individualità dell'uomo: «L'uomo, per quanto possa quindi essere un individuo particolare – ed è proprio questa particolarità che lo rende un individuo e un vero essere individuale comunitario – è altrettanto la totalità, la totalità ideale, l'esperienza soggettiva del pensiero e la società vissuta per se stessa».
Il resto del terzo manoscritto di Marx esplica la sua concezione dell'uomo totale, completo, non alienato. Marx crede che il superamento della proprietà privata sarà una liberazione totale di tutte le facoltà umane: vedere, udire, annusare, gustare, toccare, pensare, osservare, desiderare, agire e amare diventeranno tutti mezzi per appropriarsi della realtà. È difficile per l'uomo alienato immaginarlo, poiché la proprietà privata ha condizionato gli uomini in modo che possano immaginare un oggetto come loro solo quando lo usano effettivamente. Anche allora, l'oggetto è impiegato solo come mezzo per sostenere la vita, intesa come composta di lavoro e creazione di capitale. Marx crede che tutti i sensi fisici e intellettuali siano stati sostituiti da un'unica alienazione: quella dell'avere. Il «superamento della proprietà privata», afferma Marx, «è dunque la completa emancipazione di tutti i sensi e attributi umani». Il bisogno o la soddisfazioneperderanno la loro natura egoistica, e la natura perderà la sua mera utilità «nel senso che la sua l'uso è diventato uso umano». Quando l'uomo non si perde più in un oggetto, il modo in cui le sue facoltà si appropriano dell'oggetto diventa totalmente diverso. L'oggetto di cui l'uomo non alienato si appropria corrisponde alla sua natura. Un uomo affamato può apprezzare il cibo solo in modo puramente animale, e un commerciante di minerali vede solo valore, e non bellezza, nelle sue merci. La trascendenza della proprietà privata libererà le facoltà dell'uomo affinché diventino facoltà umane. Sorgerà uno sviluppo pieno e armonioso delle potenzialità culturali dell'uomo, dove le opposizioni intellettuali astratte – «soggettivismo e oggettivismo, spiritualismo e materialismo, attività e passività» – scompariranno. «L'energia pratica dell'uomo» affronterà invece i veri problemi della vita.
In un passaggio che anticipa i successivi resoconti dettagliati di Marx sul materialismo storico, Marx afferma poi che è la storia dell'industria – piuttosto che quella della religione, della politica e dell'arte – a rivelare le facoltà essenziali dell'uomo. L'industria rivela le capacità e la psicologia dell'uomo ed è quindi la base di ogni scienza dell'uomo. L'immensa crescita dell'industria ha permesso alle scienze naturali di trasformare la vita dell'uomo. Proprio come Marx ha precedentemente stabilito una relazione reciproca tra uomo e natura, così crede che la scienza naturale un giorno includerà la scienza dell'uomo e la scienza dell'uomo includerà la scienza naturale. Marx crede che l'esperienza sensoriale umana, come descritta da Feuerbach, possa costituire la base di un'unica scienza onnicomprensiva.

### Materialismo
Il comunismo deve avere una base scientifica che sarà quella sensata, vale a dire il materialismo di Ludwig Feuerbach (rielaborazione di "Per la critica della filosofia del diritto di Hegel"). Emancipazione e riconquista umana, un passo necessario per lo sviluppo storico di domani. Il comunismo è la forma necessaria e il principio energetico del prossimo futuro senza essere in quanto tale la meta dell'evoluzione umana: la forma compiuta della società umana.

### Critica di Hegel
La sezione dei Manoscritti che segue la discussione di Marx sul comunismo riguarda la sua critica a Hegel.
Dopo avere criticato, piuttosto aspramente, nel 1843, la filosofia hegeliana del diritto pubblico nell'opera "Critica della filosofia hegeliana del diritto pubblico" (ritrovata negli archivi sovietici nel 1927), nota anche come Per la critica della filosofia del diritto di Hegel,  in questa seconda critica del pensiero hegeliano, Marx si dimostra più attento alle tematiche hegeliane.
In primo luogo egli tratta la dialettica partendo dalla "Fenomenologia dello spirito" (1807), considerata come l'opera filosofica più importante, in quanto esprime la visione del mondo di cui è portatrice la classe borghese. Marx sottolinea l'importanza della "figura storica" della " Dialettica signore-servo " ,  mettendo in luce il concetto di "alienazione" come estraneazione (Entfremdung).
Marx ritiene necessario discutere la dialettica hegeliana perché Hegel ha colto l'essenza del lavoro dell'uomo in un modo che era nascosto agli economisti classici. Nonostante la sua comprensione astratta e mentale del lavoro, Hegel ha correttamente compreso che il lavoro è il creatore del valore. La struttura della filosofia di Hegel riflette fedelmente la reale alienazione economica dell'uomo nel suo processo lavorativo. Marx crede che Hegel abbia fatto scoperte molto importanti, ma le abbia "mistificate". Sostiene che Feuerbach è l'unico critico che ha un atteggiamento costruttivo nei confronti di Hegel, tuttavia, si serve anche di Hegel per illuminare le debolezze dell'approccio di Feuerbach.
La grandezza della dialettica di Hegel consiste nella sua visione dell'alienazione come tappa necessaria dell'evoluzione dell'umanità: l'umanità crea se stessa mediante un processo di alienazione, alternato alla trascendenza di tale alienazione. Hegel vede il lavoro come un processo alienante, che realizza l'essenza dell'uomo: l'uomo esterna i suoi poteri essenziali in uno stato oggettivato, e poi li assimila nuovamente in sé dall'esterno. Hegel capisce che gli oggetti che sembrano ordinare la vita degli uomini – la loro religione, la loro ricchezza – in realtà appartengono all'uomo e sono il prodotto delle capacità umane essenziali; tuttavia Marx  critica Hegel per aver equiparato il lavoro all'attività spirituale e l'alienazione all'obiettività. Marx ritiene che l'errore di Hegel sia quello di trasformare entità che appartengono oggettivamente e sensibilmente all'uomo in entità mentali. Per Hegel, la trascendenza dell'alienazione è la trascendenza dell'oggetto – il suo riassorbimento nella natura spirituale dell'uomo. Nel sistema di Hegel, l'appropriazione di cose estranee è solo un'appropriazione astratta, che ha luogo nel regno della coscienza. Mentre l'uomo soffre di alienazione economica e politica, è solo il pensiero dell'economia e della politica che interessa Hegel. Poiché l'integrazione dell'uomo con la natura avviene a livello spirituale, Marx vede questa integrazione come un'astrazione e un'illusione.
Marx sostiene che Feuerbach è l'unico dei discepoli di Hegel che abbia veramente compreso la filosofia del maestro. In proposito il filosofo di Treviri coglie l'occasione per criticare soprattutto Bruno Bauer. Feuerbach infatti è riuscito a mostrare che Hegel, partito dal punto di vista astratto e infinito della religione e della teologia, ha poi superato questo con l'atteggiamento finito e particolare della filosofia, per poi soppiantare questo atteggiamento con una restaurazione dell'astrazione tipica della teologia. Feuerbach vede questa fase finale come una regressione, su cui Marx è d'accordo.
Hegel crede che la realtà sia lo spirito che si realizza, e che l'alienazione consista nell'incapacità degli uomini di comprendere che il loro ambiente e la loro cultura sono emanazioni dello spirito, inteso come autocoscienza. L'esistenza dello spirito si costituisce solo nella e attraverso la sua stessa attività produttiva. Nel processo di realizzazione di se stesso, lo spirito produce un mondo che inizialmente crede sia esterno, ma gradualmente arriva a capire che è una sua produzione. Lo scopo della storia è la libertà, e la libertà consiste nel prendere pienamente coscienza di sé da parte degli uomini.
Marx rifiuta la nozione di autoscienza di Hegel, ritenendo che le attività mentali dell'uomo – le idee – siano di per sé insufficienti a spiegare il cambiamento sociale e culturale. Marx afferma che Hegel pensa erroneamente che la natura umana sia solo un attributo dell'autocoscienza; anche se questa critica appare più pertinente per colpire linterpreyazione di Hegrl fotnita da in realtà l'autocoscienza è, secondo Marx, solo un attributo della natura umana. Hegel ritiene che l'uomo possa essere equiparato all'autocoscienza, poiché l'autocoscienza ha solo se stessa per oggetto. Inoltre, Hegel considera l'alienazione come costituita dall'oggettività e il superamento dell'alienazione come principalmente il superamento dell'oggettività. Contro questa concezione Marx sostiene che se l'uomo fosse semplicemente autocoscienza, allora potrebbe solo stabilire al di fuori di sé oggetti astratti, che non sono indipendenti dalla autocoscienza. Se ogni alienazione è l'alienazione dell'autocoscienza, allora l'alienazione effettiva – l'alienazione rispetto agli oggetti naturali – è solo apparente.
Marx vede invece l'uomo come un essere oggettivo, naturale, che possiede veri e propri oggetti naturali che corrispondono alla sua natura. Marx chiama il suo punto di vista "naturalismo" e "umanesimo". Distingue questo punto di vista dall'idealismo e dal materialismo, ma afferma che unifica ciò che è essenzialmente vero in entrambi. Per Marx, la natura è ciò che si oppone all'uomo, eppure l'uomo stesso è parte del sistema della natura. La natura dell'uomo è costituita dai suoi bisogni e dalle sue pulsioni, ed è attraverso la natura che queste esigenze e pulsioni essenziali vengono soddisfatte. In quanto tale, l'uomo ha bisogno di oggetti che gli siano indipendenti per esprimere la sua natura oggettiva. Un essere che non è né un oggetto né ha un oggetto sarebbe l'unico essere esistente – un'astrazione non oggettiva.
Dopo questa discussione sulla natura umana, Marx commenta l'ultimo capitolo della Fenomenologia di Hegel.
Marx critica Hegel per aver equiparato l'alienazione all'oggettività e per aver affermato che la coscienza ha trasceso l'alienazione. Secondo Marx, Hegel sostiene che la coscienza sa che i suoi oggetti sono la sua stessa autoalienazione, che non c'è distinzione tra l'oggetto della coscienza e la coscienza stessa. L'alienazione è trascesa quando l'uomo si sente tutt'uno con il mondo spirituale nella sua forma alienata, credendo che sia una caratteristica della sua autentica esistenza. Marx differisce fondamentalmente da Hegel sul significato di "trascendenza" (Aufhebung): mentre la proprietà privata, la morale, la famiglia, la società civile, lo Stato, ecc. sono state «trascese» nel pensiero, esse restano in essere. Hegel è arrivato a un'autentica comprensione del processo di alienazione e della sua trascendenza: l'ateismo trascende Dio per produrre l'umanesimo teorico e il comunismo trascende la proprietà privata dei mezzi di produzione per produrre l'umanesimo pratico. Tuttavia, secondo Marx, questi tentativi di arrivare all'umanesimo devono essi stessi essere trascesi per generare un umanesimo creante e positivo.
Marx poi tratta analiticamente anche le tematiche presenti nella Enciclopedia delle scienze filosofiche in compendio (1817): egli trova positivo il riconoscimento hegeliano della natura, che dimostrerebbe come Hegel alla fine della Logica avesse avvertito la mancanza della "cosalità", che solo la natura e una filosofia della natura avrebbero potuto colmare. Nonostante questo aspetto positivo, Marx critica Hegel per il fatto che, in ultima istanza, la natura (trattata nella Filosofia della natura) serve soltanto per pervenire allo spirito, ed in particolare allo Spirito Assoluto, cioè Dio. Il risultato è, agli occhi di Marx, una filosofia mistica e astratta. La dialettica di Hegel è però importante, non tanto per i contenuti trattati (anche se alcuni possono essere riutilizzati se spogliati dell'alone misticheggiante), ma come metodo: il metodo dialettico triadico è infatti altamente scientifico se lo si usa per risolvere le contraddizioni economiche (che sono pertanto economico-filosofiche).

## Classificazione teoretica
István Mészáros osserva che la lingua e la terminologia dei manoscritti è una delle principali difficoltà dell'opera. Afferma che un termine chiave "Aufhebung" può essere tradotto dal tedesco all'inglese contemporaneamente come "trascendenza", "soppressione", "preservazione" e "superamento". Christopher J. Arthur commenta che il termine, che compare nella Scienza della logica di Hegel, ha nel linguaggio comune il doppio significato di "abolire" e "preservare". Arthur traduce la parola come "sostituire" quando l'enfasi è più sull'abolizione, e come "sublare" quando l'enfasi è più sulla conservazione. Gregory Benton traduce la parola come "trascendenza" e "superamento", e osserva che il concetto di "critica" di Marx è un esempio di questo doppio movimento.
Una seconda difficoltà terminologica è la traduzione delle parole tedesche "Entäußerung" e "Entfremdung". Mentre entrambe le parole possono essere tradotte in inglese come "alienazione", Entfremdung è spesso tradotta come "straniamento" o "estraneazione" ed Entäußerung come "alienazione", per fare una distinzione tra i due concetti. Christopher J. Arthurosserva che Entäußerung è una parola tedesca insolita che può anche essere tradotta come "rinuncia", "separazione da", "abbandono", "esteriorizzazione", "cessione" o "resa". Arthur crede che "esteriorizzazione" sia la più vicina di queste traduzioni, ma evita di usare questa parola poiché potrebbe essere confusa con un termine distinto, che Marx usa altrove: "Vergegenständlichung" o "oggettivazione". Arthur afferma che "Entfremdung" è un concetto più ristretto di "Entäußerung" in quanto si applica solo ai casi di allontanamento interpersonale. Considera l'estraniazione uno stato e l'alienazione un processo.
La struttura dialettica della teoria di Marx è un'altra difficoltà del testo, poiché la definizione di alcuni concetti chiave può essere difficile da comprendere per coloro che sono formati nelle tradizioni filosofiche positiviste ed empiriste. Inoltre, il significato di certi termini presi in prestito dai contemporanei di Marx come Feuerbach è spesso cambiato dall'appropriazione di essi da parte di Marx.